# George Harrison
George Harrison, britanski pevec in kitarist, član skupine The Beatles, * 25. februar 1943, Liverpool, Združeno kraljestvo, † 29. november 2001, Los Angeles, ZDA.
George Harrison je bil solo kitarist skupine the Beatles. Veliko večino njihovih pesmi sta napisala Lennon in McCartney, a kljub temu je tudi Harrison prispeval svoj delež in ustvaril dve izmed njihovih največjih uspešnic - »While My Guitar Gently Weeps« in »Something«. Slednjo je napisal za svojo takratno ženo Pattie Boyd. Znan je tudi po tem, da ga je zelo privlačila indijska kultura, in po njegovi zaslugi so se Beatli leta 1968 odpravili v Indijo k »mojstru duha« Maharishiju Maheshu Yogi, kjer so tudi napisali večino pesmi za njihov White album, ki je izšel istega leta. Sicer pa je imel Harrison tudi bogato solistično kariero. Leta 1971 je v New Yorku organiziral dobrodelni koncert, na katerem so zbirali denar za Bangladeš. Na samem nastopu so sodelovali še mnogi zvezdniki (Bob Dylan, Eric Clapton ...). V glasbi je postavil nove parametre, njegove skladbe so bile dobro sprejete. Glasbeno je bil dejaven vse do konca, saj je njegov zadnji album Brainwashed izšel nekaj mesecev po njegovi smrti.

## Zasebno življenje
Leta 1966 se je poročil z manekenko Pattie Boyd. Potem, ko sta se razšla, se je poročil z Olivio Trinidad Arias, s katero je dobil otroka Dhanija Harrisona.